# Castell de Banat
Castell de Banat és un monument del municipi d'Alàs i Cerc (Alt Urgell) declarat bé cultural d'interès nacional.

## Descripció
Les restes del castell de Banat es troben al costat de Cal Perot, a mitjan camí entre Banat i Vilanova, damunt mateix de la carretera Ortedó-Vilanova.
Les considerables restes del que fou castell de Banat ocupen la part superior d'un serrat, entre dos barrancs.
L'estructura de l'edifici ha estat molt modificada, però és ben visible el perímetre quadrangular de la planta, d'uns 20 m de llargada per 10 d'amplada. L'aparell és força regular, en filades de carreus ben treballats, units amb un morter de calç molt deteriorat. En alguns llocs dels murs exteriors es poden veure fragments de filades d'opus spicatum.
No és visible la distribució de l'espai interior del castell a causa de la gran quantitat d'enderroc i vegetació.

## Història
El topònim Banat apareix esmentat en l'acta de consagració de la Seu d'Urgell i la vila de Banat Sobirà és documentada des del segle ix.
Abans del segle xiii hi havia un castell al lloc de Banat Sobirà, aquest fou traslladat l'any 1255 al puig de Calbell per Galceran de Pinós, on ja s'estava construint un nou castell. A redós del nou castell s'inicià el poblament, el baró de Pinós atorgà una carta de franqueses als pobladors d'aquesta vila nova, inicialment anomenada Calbell de Banat, però que ja el 1290 és documentada com a Vilanova de Banat.